# Niederwiesa
Niederwiesa település Németországban, azon belül Szászország tartományban. Lakosainak száma 4714 fő (2023. december 31.). Niederwiesa Flöha és Frankenberg/Sa. községekkel határos.

## Népesség
A település népességének változása:
| Lakosok száma | 4871 | 4893 | 4765 | 4745 | 4714 |
|               | 2017 | 2019 | 2021 | 2022 | 2023 |